# Liam Krall
Liam Krall (* 20. Mai 2002 in Bronxville, New York) ist ein US-amerikanischer Tennisspieler.

## Karriere
Krall spielte kaum auf der ITF Junior Tour und erreichte in der Junior-Rangliste Platz 1679. 2020 begann er ein Studium an der Southern Methodist University im Fach Sport Management. Er spielt dort auch College Tennis. 2022 nahm er das erste Mal an zwei Turnieren der ITF Future Tour teil, wo er jeweils in der ersten Runde verlor. Im Februar 2023 erhielt er von den Turnierverantwortlichen des ATP-Tour-Events in Dallas eine Wildcard fürs Einzel. Gegen den Moldauer Radu Albot, die Nummer 123 der Welt, gewann er sogar den ersten Satz, verlor letztlich aber mit 6:2, 4:6, 2:6. In der Weltrangliste platzierte sich Krall bis dato nicht.